# ليوناردو دي لورينزو (ملحن)
ليوناردو دي لورينزو (بالإيطالية: Leonardo De Lorenzo)‏ هو معلم موسيقى وملحن إيطالي، ولد في 29 أغسطس 1875 في فيدجانو في إيطاليا، وتوفي في 29 يوليو 1962 في سانتا باربارا في الولايات المتحدة.

## وصلات خارجية
- ليوناردو دي لورينزو على موقع ميوزك برينز (الإنجليزية)
- ليوناردو دي لورينزو على موقع أول ميوزيك (الإنجليزية)